# Batalla del Aoo (198 a. C.)
La batalla del Aoo se libró en el 198 a. C. entre la República romana y el Reino de Macedonia, en el área entre las actuales ciudades de Tepelenë y Këlcyrë en Albania. Las fuerzas romanas, dirigidas por Tito Quinto Flaminino, se enfrentaron a las macedonias bajo el mando de Filipo V como parte de la segunda guerra macedónica y lograron romper la defensa adelantada macedonia, abriendo paso para la invasión romana de Grecia.

## Contexto
Llamada por las ciudades griegas que se sentían amenazadas por la alianza del reino de Macedonia y el Imperio seléucida, la República romana lanzó una invasión desde sus protectorados en el Adriático. Tras haber reunido sus fuerzas, el comandante romano Flaminino celebró un consejo, para deliberar por qué vía se debía invadir Macedonia, y finalmente resolvió tomar por asalto el paso de Antigoneia, en las gargantas del río Aoo, que separa Macedonia del Epiro.

## La batalla
Filipo V ocupaba mientras una sólida posición defensiva en frente al vado del río Aoo para bloquear el avance romano hacia Macedonia.  Durante cuarenta días trataron los romanos de forzar el paso hasta que fueron ayudados por un guía local que condujo a 4300 legionarios a la retaguardia macedonia. Ante el riesgo de ser rodeado contra un desfiladero, Filipo V se retiró habiendo perdido 2000 hombres y los pertrechos abandonados en el campamento.  

## Consecuencias
Al cruzar el río los romanos liberaron el camino para avanzar sobre Tesalia. Flaminino ganó la batalla en lo que sería un adelanto del futuro enfrentamiento de ambos comandantes en Cinoscéfalas al año siguiente.